# Enrico Magenes
Enrico Magenes (* 15. April 1923 in Mailand; † 2. November 2010 in Pavia) war ein italienischer Mathematiker, der sich mit Numerischer Analysis und partiellen Differentialgleichungen befasste.
Magenes studierte Mathematik an der Scuola Normale Superiore, was durch den Krieg unterbrochen wurde. Er war in Pavia in der Katholischen Aktion aktiv (Vorläufern der Democrazia Cristiana) und für diese im Nationalen Befreiungskomitee. 1944 wurde er verhaftet und kam ins KZ Flossenbürg und danach in das KZ-Außenlager Kottern-Weidach, in dem er für die Messerschmidt Flugzeugwerke arbeitete und aus dem er 1945 befreit wurde. Er setzte sein Studium in Pisa fort bei Leonida Tonelli (der aber 1946 starb und unter dem er über Variationsrechnung veröffentlichte) und Giovanni Sansone mit dem Laurea-Abschluss 1947, wurde 1948 Assistent in Padua, 1952 außerordentlicher Professor in Modena, ging 1955 nach Genua und wurde schließlich 1959 Professor für Analysis an der Universität Pavia. 1970 gründete er das Institut für Numerische Analysis (IMATI) des nationalen Forschungsrats CNR, das er über zwanzig Jahre leitete (2011 wurde es nach ihm benannt). Außerdem war er Präsident des Collegio Universitario Santa Caterina da Siena der Universität Pavia.
Er befasste sich mit Variationsrechnung und partiellen Differentialgleichungen. Mit Jacques-Louis Lions schrieb er eine dreibändige Monographie über inhomogene Randwertprobleme.
Er war Mitglied der Accademia dei Lincei, des Istituto Lombardo, der Königlichen Wissenschaftlichen Gesellschaft in Lüttich und der Academia Europaea. 2003 erhielt er den Lagrange-Preis der ICIAM.
1973 bis 1975 war er Präsident der Unione Matematica Italiana.
Seit 2015 wird im vierjährigen Rhythmus der Internationale Preis „Enrico Magenes“ von der Unione Matematica Italiana vergeben.

## Schriften
- mit Jacques-Louis Lions Problèmes aux limites non homogènes et applications, 3 Bände, Paris: Dunod 1968, 1970